# Franz von Holzhausen
Franz von Holzhausen (født 10. maj 1968 i Simsbury, Connecticut) er en amerikansk bildesigner, der siden den 31. juli 2008 har arbejdet som chefdesigner for elbilsproducenten Tesla Motors i Californien, hvor han har designet Model S. Roadster, Model X, Model 3, Model Y samt Cybertruck. Han har tidligere arbejdet for Mazda North American Operations. Før det var han "assistant design chief" for Volkswagen.

## Billedgalleri
- Tesla Model S
- Mazda Nagare
- Saturn Sky